# 三浦啓子
三浦 啓子（みうら けいこ、1935年 - 2021年 ）は、和歌山県出身のガラスアーティスト。新しく開発した「ロクレール」という独自の手法で日本やその他各国にてステンドグラス等のガラスアートを手がける。

## 主な作品
- 神戸元町アーケード(神戸元町商店街)
- サントリーホール
- 松下IMPビル

## 株式会社ロクレールプロダクション
- 1973年 設立
- 2013年 著作権の管理をJiku Art Creationが行っている。